# Centre sociocultural
El centre sociocultural és un edifici al nucli de les Gunyoles inclòs a l'Inventari del Patrimoni Arquitectònic de Catalunya. Es tracta d'un edifici construït per funcionar com escola l'any 1917. En ser suprimida aquesta, per manca de cens escolar passà a ser teleclub i actualment és un centre sociocultural.
Edifici de planta baixa i pis, les finestres del qual són tapiades. La façana esta arrebossada i pintada, cosa que contrasta amb la rusticitat de totes les cases del poble. La planta baixa és centrada per la porta i tres finestres a banda i banda. Tota la façana presenta un cert ritme accentuat per l'esglaonament de les finestres de la planta baixa i pel coronament de la mateixa façana, al qual contribueixen les garlandes i les sanefes que emmarquen totes les obertures. El conjunt fa pensar en un edifici de regust encara modernista de transició, però, cap al noucentisme.